# Obando
Pour les articles homonymes, voir Obando (homonymie).
Obando est une municipalité de la province de Bulacan, aux Philippines.